# Liste der Anime-Vertriebe
Diese Liste ist eine Zusammenstellung von Anime-Vertrieben:

## Deutsche Vertriebe
- Animaze (Sub-Label von I-ON New Media und Splendid Film GmbH)
- Anime House
- AniMoon Publishing
- Crunchyroll (Unternehmen, Deutschland)
- FilmConfect (unter dem Sub-Label FilmConfect Anime)
- Koch Films (Unter dem Label KSM Anime)
- Leonine Distribution (unter Leonine Anime, ehemals Universum Anime, UFA Anime)
- Nipponart
- Peppermint Anime
- Polyband (ab 2019 unter polyband anime)

## Vertriebe in Großbritannien
- 101 Films
- Anime Limited
- Kazé UK
- Manga Entertainment UK
- MVM Films
- StudioCanal UK

## Weitere Vertriebe in Europa
- BlackBox in Belgien, Frankreich, Schweiz
- Dybex in Belgien, Deutschland, Frankreich, Holland, Schweiz
- Dynit in Italien, Schweiz
- Kana Home Video in Belgien, Frankreich, Holland, Schweiz
- Kazé in Frankreich, Italien, Schweiz

## Vertriebe in Australien
- Hanabee
- Madman Entertainment
- Siren Visual

## Vertriebe in den USA
- Aniplex of America
- Crunchyroll (ehemals Funimation)
- NIS America
- Section23 Films
- Sentai Filmworks

## Ehemalige Vertriebe
- ADV Films
- Bandai Entertainment (USA) / Bandai Visual USA
- Beez Entertainment
- Geneon Entertainment
- OVA Films
- Panini Video
- Tokyopop Deutschland